# Silvia Galvis
Silvia Galvis Ramírez (Bucaramanga, 24 de noviembre de 1945-Bucaramanga, 20 de septiembre de 2009) fue una periodista, politóloga y escritora colombiana. Galvis es considerada una de las periodistas y escritoras más importantes en Colombia por su trabajo en medios como Vanguardia Liberal, El Espectador y Cambio 16. También ha sido reconocida por libros fundamentales para entender la historia de Colombia y los cambios sociales del país como El jefe supremo: Rojas Pinilla, en la violencia y el poder, y Soledad: conspiraciones y suspiros y Vida mía.
A lo largo de una carrera de más de dos décadas, Galvis se consolidó como una de las periodistas e investigadoras más audaces de la prensa y la literatura colombianas. Abordó periodísticamente temas novedosos para su tiempo como el género, la migración, el nacimiento y expansión del paramilitarismo, los procesos de paz y las tensiones sindicales en el Magdalena Medio.

## Biografía

### Infancia y primeros años de experiencia
Nació en Bucaramanga a finales de 1945, en el corazón de una de las familias más poderosas de Santander. Su madre fue Alicia Ramírez. Su padre, Alejandro Galvis Galvis, fundó Vanguardia Liberal en 1919, el diario más importante del departamento, y ocupó varios cargos políticos: fue presidente de la Cámara de Representantes, presidente del Senado, gobernador de Santander, ministro de Defensa, y embajador en México, Venezuela y España.
Inmersa en las discusiones políticas y las reuniones con dirigentes, periodistas y personajes públicos del departamento, Silvia Galvis creció en el barrio Bolarquí, al oriente de Bucaramanga. Mostró interés en las discusiones sobre la tensión liberal y conservadora de la época que tenía su padre y aprovechó una convalecencia por un accidente con pólvora para acercarse a su biblioteca. Así, Silvia Galvis leyó a Oscar Wilde y a Chesterton cuando no había llegado a la adolescencia. Al tiempo tocaba el piano, hablaba de jazz con amigos y participaba en las comparsas del Club Campestre. Cuando tenía cinco años sufrió un accidente con fuego en el estómago que le dejó secuelas de por vida, entre esas un diagnóstico de fatiga crónica que la acompañó hasta su adultez.
Durante los años de adolescencia Silvia Galvis expresó sus molestias con la educación confesional que recibía en el Colegio La Presentación, uno de los más prestigiosos de la ciudad y donde las jóvenes privilegiadas de la época se educaban con las religiosas. Sufrió de una gran incomodidad con el machismo, el conservatismo y la rigidez que caracterizaban a la Bucaramanga de entonces y que se respiraban en su educación colegial de manera prominente. Más tarde viajó a Estados Unidos para terminar sus estudios de secundaria en el colegio de las Ursulinas de Cincinnati y luego a Alemania, donde adelantó cursos de idiomas. Su educación académica sería bastante cabal para el momento y seguiría la ruta de quienes pertenecían, como ella, a una élite intelectual y cultural regional. Esas experiencias fueron cruciales en su formación intelectual y política y serían definitivas en su trabajo como periodista y escritora. Fuera del país, conoció al ingeniero alemán Gerhard Hiller Brauer, con quien tuvo a Alexandra y Sebastián, sus dos hijos. A su regreso a Colombia, se matriculó en la Universidad de los Andes, de donde se graduó con un título en Ciencia Política. De ahí en adelante se dedicó por completo al periodismo y a la literatura.

### Trayectoria periodística
A pesar de que Silvia Galvis se graduó de la Universidad de los Andes con más de treinta años, dos hijos y un matrimonio, su vocación por el periodismo se había manifestado mucho antes. Aunque aún instalada en Bogotá, en 1963 le pidió a su padre que la pusiera a cargo de la página literaria de los domingos de Vanguardia Liberal. Se trataba de una colaboración importante, pero todavía no permanente. Convocó a sus amigos Enrique Ogliastri, Eberhard Correa y Teté Camargo, con quienes diseñó una publicación llamada “Entes”. Desde esas páginas, ella y sus compañeros reprodujeron y replicaron las críticas de arte de Marta Traba y registraron las nuevas apuestas teatrales de Santiago García, entre otros eventos culturales de los años sesenta.
Tras su temporada en Bogotá, Silvia Galvis regresó a Bucaramanga, y desde 1978 se dedicó por completo al periodismo desde las páginas del periódico de su padre. A lo largo de su trayectoria escaló todos los cargos del periódico: fue redactora, reportera rasa, directora de la Unidad Investigativa y finalmente directora de Vanguardia Liberal.

#### Pionera del periodismo investigativo
El mayor hito de su carrera periodística llegó en 1980, cuando se puso al frente de la Unidad Investigativa del periódico, un equipo que incluía también a Eduardo Durán, Carlos Eduardo Gómez y José Luis Ramírez León. La Unidad Investigativa fue la segunda de su tipo después de la que fundaron Daniel Samper Pizano y Alberto Donadío en El Tiempo en 1978. Desde allí, Silvia Galvis denunció numerosos hechos de corrupción y cubrió a profundidad temas hasta entonces inéditos en la agenda regional santandereana como la migración, la alimentación escolar o los cacicazgos políticos. Al tiempo, empezó a escribir “Vía libre”, una columna de opinión que pronto se convirtió en la más leída e influyente de la región.
A comienzos de los ochenta, Silvia Galvis conoció al periodista Alberto Donadío, fundador de la Unidad Investigativa de El Tiempo, con quien se casó en 1983. Era su segundo matrimonio. En 1982 la Unidad Investigativa obtuvo la primera de varias menciones especiales en el Premio Simón Bolívar de Periodismo por un reportaje sobre el estado de la educación en Bucaramanga y cinco años más tarde, en 1987, “Vía libre” se llevó ese mismo premio como la mejor columna de opinión del país. 
Tanto en sus columnas como en sus artículos de periodismo investigativo, Silvia Galvis mantuvo una marcada distancia con los poderosos, criticó con dureza la penetración del narcotráfico en la vida social del país y registró las primeras masacres de los paramilitares en el Magdalena Medio. También defendió los procesos de paz que adelantó el expresidente Belisario Betancur.

#### Directora del periódicoVanguardia Liberaly columnista nacional
El 16 de octubre de 1989, un carrobomba con cien kilos de dinamita explotó frente a la sede de Vanguardia Liberal en el centro de Bucaramanga. Unos días antes, el entonces presidente Virgilio Barco había visitado la redacción del periódico durante las celebraciones por sus cien años y allí insistió en la guerra contra el narcotráfico. La respuesta fue una bomba que mató a cuatro personas y destruyó el edificio de Vanguardia Liberal. En medio de los escombros y con las rotativas funcionando a pesar del impacto, Silvia Galvis asumió ese día la dirección del periódico, organizó a la redacción como pudo y echó a andar la edición del día siguiente. El editorial, escrito por ella misma, se tituló “¡Aquí estamos!”:
“En estos instantes trágicos solo podemos renovar nuestra fe en el porvenir de Colombia, por encima de las angustias que a todos nos afligen, y anhelar que algún día retorne a Colombia la libertad de prensa. Nos han destruido materialmente pero nuestros principios siguen intactos. (…) Nos alienta también la certidumbre de que el terrorismo, venga de donde viniere, y sea cual fuere su precio, jamás ha doblegado los ideales de paz y de concordia”.
Como directora, Silvia Galvis continuó defendiendo los procesos de paz e investigó temas relacionados con la iglesia, la explotación petrolera en el Magdalena Medio, la corrupción local y el medio ambiente, tema para el que abrió una nueva sección del periódico. Estuvo al frente de Vanguardia Liberal hasta 1991. Su hijo Sebastián Hiller Galvis asumió la dirección del periódico en 1996, cargo que ocupó hasta 2018.
A partir de 1991 empezó a colaborar con El Espectador, donde mantuvo una columna hasta 1997, año en el que la familia Cano, propietaria del diario, lo vendió al grupo económico de Julio Mario Santodomingo. Tras salir del diario capitalino, escribió durante un tiempo una columna en la revista Cambio 16, a cargo de Gabriel García Márquez, que nombró “De parte de los infieles”, título que usó para uno de sus libros posteriores. Cambio 16 se fundó en España en 1971 y en 1993 abrió la edición en Colombia, llamada Cambio 16 Colombia, a cargo de Daniel Samper Pizano, Darío Restrepo y Patricia Lara, con una apuesta original de cubrimiento, edición y diseño.

### Trayectoria literaria
Además de dedicarle casi toda su vida al periodismo, Silvia Galvis también se interesó en la literatura. En 1986, años después de su segundo matrimonio, publicó junto con Alberto Donadío Colombia Nazi, una investigación histórica sobre la penetración nazi en Colombia durante la Segunda Guerra Mundial. En ese texto, además de contar las infiltraciones de personas simpatizantes del nazismo en el país, Galvis y Donadío también detallaron la intervención estadounidense detrás de esas amenazas mediante agentes del FBI y del Departamento de Estado.
Dos años más tarde, en 1988, Silvia y Alberto publicaron El jefe supremo. Rojas Pinilla en la violencia y el poder, uno de sus libros más recordados e influyentes. Es de los pocos sobre el General Rojas Pinilla, líder de un gobierno militar a inicios de la década del 50, conocido aún entre los historiadores del siglo XX como golpe de opinión. En esta investigación, Galvis y Donadío retratan, a partir de un generoso acervo documental obtenido en el Archivo General de Washington, el régimen militar y para muchos populista y autoritario que puso en marcha el General y sus impactos sociales, políticos y económicos. A partir de esta obra, Rojas Pinilla se convirtió en uno de los personajes recurrentes en el trabajo literario e histórico de Silvia Galvis.
Con esos dos primeros trabajos de no ficción, Silvia Galvis emprendió una trayectoria de escritura que se movió entre la investigación histórica y la reivindicación feminista. Como lo afirma la escritora y activista Florence Thomas, “numerosas veces develó en su estilo propio los atropellos de una ideología patriarcal y de un mundo hecho por y para los hombres y no le temblaba la mano para acusar de misoginia a las jerarquías eclesiásticas”.
En 1991 publicó ¡Viva Cristo Rey!, una novela ambientada entre los Gobiernos de Marco Fidel Suárez (1918-1921) y Enrique Olaya Herrera (1930-1934) que tomó como punto de partida la división de clases y las tensiones sociales hereditarias de las guerras civiles de principios del siglo XX para abordar temas como la violencia partidista, el sectarismo político, la guerra contra el Perú, los avances técnicos y la influencia dominante de la iglesia católica. En esa novela, de hecho, Silvia Galvis convierte a María Cano, la histórica dirigente sindical de principios del siglo, en personaje literario.
Tres años más tarde, en 1994, publica su tercer libro de no ficción: Vida mía. Allí, mediante entrevistas, relata y examina las vivencias de toda una generación de mujeres contemporáneas a ella, las tensiones de género y las relaciones de poder en distintos espacios y campos profesionales para ofrecer un panorama de las experiencias y los reconocimientos, pero también de los escollos, las frustraciones y las limitantes que enfrentaron. Con Vida mía, Silvia Galvis ahondó en su interés por el feminismo y las historias de mujeres clave en la vida nacional como la actriz Vicky Hernández; la hermana Livia, de la comunidad de las Hijas de San Pablo; Leonor Carrasquilla, conocida como “La maga”, estudiosa del esoterismo; la escritora, poeta y académica Montserrat Ordóñez; la Miss Universo de 1958 Luz Marina Zuluaga; la campesina y empleada doméstica Socorro de Jesús Rincón; la directora de cine Camila Loboguerrero; y la exguerrillera y entonces senadora por la Alianza Democrática M-19 Vera Grabe. Como lo señala la académica Virginia Capote Díaz: “Participando del sentido colectivo de los testimonios individuales, [Silvia] aporta su grano de arena a la conservación de la memoria femenina”.
Tras inaugurar su carrera como autora de ficción con ¡Viva Cristo Rey!, Silvia Galvis publicó en 1995 Sabor a mí, su segunda novela. Para algunas críticas y académicas, esta novela es una suerte de continuación en clave ficcional de El jefe supremo. En Sabor a mí, Galvis sitúa la acción en aquel interregno entre la caída del Gobierno conservador de Laureano Gómez y el consiguiente golpe militar de Gustavo Rojas Pinilla en 1953. Así, el general regresa como personaje de una de sus obras y su figura funciona como la consecuencia de un estado de cosas complejo en el país que se remonta al asesinato del dirigente liberal Jorge Eliécer Gaitán: campesinos que se asesinan en las poblaciones; la aparición de los grupos paramilitares afectos al régimen como los “pájaros” en el Valle del Cauca y Caldas, los “aplanchadores” en Antioquia o los “pencha ancha” de la Costa Caribe; la represión ejecutada por los expresidentes conservadores Mariano Ospina Pérez y Laureano Gómez; y el surgimiento de las guerrillas liberales. Al tiempo, a través de las voces y diarios de Ana y Elena, protagonistas del relato, la novela articula una crítica en clave irónica sobre el influjo de sacerdotes e iglesias, las presiones por mantener el estatus social vía matrimonio, las diferencias en la educación entre hombres y mujeres, y los tabúes y prohibiciones que recaen sobre las experiencias y los cuerpos de las mujeres.

En 1995 Silvia Galvis también publicó su segundo libro de entrevistas luego de la publicación de Vida mía: Se hace camino al andar. En este libro, escrito para celebrar los 30 años de Profamilia, Galvis entrevistó a varias mujeres para ahondar en las dificultades que han afrontado para lograr un cambio en los accesos y condiciones del derecho de las mujeres a la planificación familiar. La indagación sobre los asuntos de género seguía siendo preponderante para la autora. En ese texto, reflexionó sobre las taras impuestas a las mujeres para decidir sobre su cuerpo y el influjo de la iglesia en esa condena:
"Dos fanatismos que llevan decenios de desmesuras y estridencias y que, pese a su incompatibilidad ideológica —uno deífico, el otro ateo—, hace 30, 40 años, cuando un puñado de hombres y mujeres empezaron a difundir la necesidad de la reproducción en el mundo, se unieron en el ataque contra este derecho humano. No lo dice una voz aislada. La historia misma se ha encargado de demostrar estas dos certezas: que la fe de Roma y el clero marxista, fueron dos ejércitos aliados para combatir el control de la natalidad en las naciones del Tercer mundo."
Un año más tarde, en 1996, Silvia Galvis publicó otra obra de no ficción con la que su reconocimiento se amplió. Con Los García Márquez, una serie de nueve entrevistas a hermanos del Nobel de Literatura Gabriel Gabriel García Márquez, la autora rastreó la memoria familiar del novelista colombiano para examinar su relación con su estirpe, pero también la relación entre ellos mismos y con su padre. Como escribió el también novelista Juan Gabriel Vásquez:
"Silvia Galvis ha logrado, notablemente, recopilar partes de la memorabilia garciamarquiana antes inexistentes; es decir, evitar la caída en lo que todo el mundo sabe, pero que sigue y se seguirá publicando porque el tema sigue y  seguirá siendo leído, aunque nunca se lea nada nuevo por los siglos de los siglos".
El mismo García Márquez usó el libro de Galvis para la escritura de sus memorias publicadas en 2002. Según críticas y conocedoras de la obra del escritor cataquero –por haber nacido en Aracataca–, el trabajo de Silvia Galvis es uno de los más completos para entender la vida del novelista.
Además de escribir libros de investigación histórica y novelas, Silvia Galvis también incursionó en la dramaturgia. En 1997 publicó De la caída de un ángel puro por culpa de un beso apasionado: pieza en tres actos, una obra que pasó relativamente desapercibida para la crítica y en la que Galvis aparece como personaje bajo el nombre de La autora. En esta pieza, el argumento gira alrededor de un Dios mujer, cuya aparición desencadena un relato de humor e ironía en el que Galvis profundiza su pregunta por el género y los lugares que habitan las mujeres e intensifica su crítica a las desigualdades, los fanatismos y las doctrinas inmovilizadoras. En De la caída de un ángel puro, Galvis ensambla las voces de cuatro mujeres, La Autora, Rebeca, Ángela y Victoria, y las ubica en condiciones sociales similares pero con particularidades que responden a su entorno. A través de los cuatro actos de esta obra, Silvia denuncia las desigualdades y discriminaciones que condenan a las mujeres al aislamiento social y a la negación de sus derechos.
En 2001 se publicó una antología que recopila buena parte de su trabajo como periodista y columnista en Vanguardia Liberal, El Espectador y Cambio 16. La antología se titula De parte de los infieles. Esta selección es un compendio de los temas e intereses de Silvia Galvis, escritos con su tradicional sarcasmo y humor ácido.

Un año después, en 2002, Galvis publicó el que para buena parte de la crítica es su proyecto más ambicioso y su obra maestra: Soledad, conspiraciones y suspiros. Con esta obra, ella regresa a la novela histórica y a su indagación de los temas feministas y del rol de la mujer en la política, la sociedad y la cultura colombianas a través de la figura de Soledad Román, esposa del expresidente conservador Rafael Núñez, uno de los artífices de la Constitución de 1886 y el líder detrás de la llamada Hegemonía Conservadora. Así, Galvis construye un relato histórico atravesado por la influencia de una mujer que de varias maneras rompió las estructuras de su tiempo. Como lo afirma la académica Helena Araújo, “a la vez construida como relato ficcional y dotada de rigor historiográfico, esta obra de Silvia Galvis concierne una versión y una interpretación del pasado colombiano.” Con esta obra monumental y rigurosa que superó las 800 páginas en sus primeras ediciones, y tal y como lo sugiere el académico Óscar Díaz, Galvis 
“Logra el objetivo buscado con el reenfoque de este discurso para (re) establecer un diálogo abierto y directo con la historia nacional y así desmitificar las imágenes de género sexual per se que el sistema ha difundido de los seres humanos y lo que la realidad muestra.”
Las dos últimas novelas de Silvia Galvis fueron publicadas en 2002 y 2006, respectivamente, cuando la enfermedad ya asediaba a la autora. La mujer que sabía demasiado y Un mal asunto tienen al escándalo del Proceso 8000 como telón de fondo. Con ese nombre se conoció al proceso con el que se investigó al expresidente liberal Ernesto Samper por la presunta entrada de dineros del Cartel de Cali a la campaña que lo llevó a la presidencia en 1994. En La mujer que sabía demasiado, dos investigadores tienen como tarea resolver la muerte de Diana Barragán de Saldarriaga, asesinada en su apartamento días antes de declarar contra el presidente, a quien le gestionó los dineros del narcotráfico y quien después del escándalo le dio la espalda. A medida que investigan se suceden más asesinatos y las presiones aumentan al punto que uno de ellos también es ejecutado en la calle junto a su amante. Por su parte, Un mal asunto gira alrededor del asesinato de Catalina Daniels (Elsy Walkers en la novela), una de las defensoras del presidente Samper, y retoma la clave en novela negra que empezó en La mujer que sabía demasiado. En esta novela se teje una historia de traiciones familiares y ambiciones corruptas cuya semejanza con la historia ha sido examinada por la crítica y la academia.

### El legado
Silvia Galvis murió el 20 de septiembre de 2009 en su casa de Ruitoque, en Floridablanca. Tenía 63 años y había pasado sus últimos años lidiando con la enfermedad en compañía de su esposo Alberto Donadío, y sus nietos, con quienes pasaba largas temporadas de descanso en Canadá. Falleció antes de ver publicada su última novela y cuando su hijo todavía seguía al frente de Vanguardia Liberal, el periódico de su familia.
Tras su muerte se publicaron numerosas notas de admiración en la prensa regional y nacional. “Su muerte es una pérdida para el periodismo investigativo de Colombia. Silvia Galvis deja obras muy significativas en la investigación histórica de episodios importantes de la vida nacional”, escribió Enrique Santos Castillo. Desde entonces, su legado y su memoria han permanecido tanto en Santander como en Colombia.
En 2010 su esposo Alberto Donadío publicó Silvia, recuerdos y suspiros: Memoria y retrato de Silvia Galvis, una selección de artículos y remembranzas escritas por varias de las personas que conocieron a Galvis desde su infancia en Bucaramanga hasta sus viajes de investigación en Washington. Donadío también publicó en 2023 Sin Silvia: diario de viudez, un retrato íntimo de la relación que mantuvieron desde los años 80. En 2013 la Universidad Industrial de Santander publicó una antología del trabajo de Silvia Galvis como parte de su Biblioteca Mínima Santandereana. En 2018, la Universidad Autónoma de Bucaramanga lanzó el Premio de Periodismo Silvia Galvis para reconocer el trabajo de la prensa santandereana y honrar la memoria de la periodista. En 2022, la productora Guane Films y el canal regional TRO lanzaron el documental Silvia Galvis: huellas y letras, una producción de cinco capítulos que cuenta, mediante testimonios de familiares y amigos, la vida y la trayectoria de Galvis. En 2023 la biblioteca virtual “El libro total” lanzó la Biblioteca Silvia Galvis, un proyecto digital que pone en circulación la obra completa de la periodista santandereana. 

## Obras
Novela
- !Viva Cristo Rey!, 1991
- Sabor a mí, 1995
- Soledad: conspiraciones y suspiros, 2002
- La mujer que sabía demasiado, 2006
- Un mal asunto, 2009

Teatro
- De la caída de un ángel puro por culpa de un beso apasionado, 1997

No ficción
- Vida mía, 1994
- Se hace camino al andar: la otra historia de la planificación familiar, 1995
- Los García Márquez, 1996
- De parte de los infieles, 2001

En coautoría con Alberto Donadío
- Colombia Nazi, 1986
- El Jefe Supremo,[35] 1988